# 疑問…？
〈疑問…？〉是美國創作歌手泰勒·斯威夫特的歌曲，收錄在她的第十張錄音室專輯《午夜》，由斯威夫特和杰克·安东诺夫共同創作和製作。〈疑問…？〉是合成器流行歌曲，歌詞圍繞敘述者沈澱好失戀後，用一系列反問來直面前任。歌曲取樣自斯威夫特的2016年單曲〈脱离困境〉，於2022年10月25日由聯眾唱片以《午夜》的宣傳單曲釋出，原聲版在兩天後發行。
樂評人在評價《午夜》時指出〈疑問…？〉是點睛之筆，並稱讚歌詞細節和製作。歌曲在Billboard Hot 100最高排第7，在Billboard Global 200位列第11，並在加拿大、菲律賓和新加坡拿下前十。

## 背景與發行
2022年8月28日，創作歌手泰勒·斯威夫特在2022年MTV音乐录影带大奖憑贏得年度音樂錄影帶，講獲獎感言時宣布她的第十張錄音室專輯將在10月21日發行。斯威夫特不久後在社交媒體上公佈專輯名稱《午夜》和封面，但沒有透露曲目列表。2022年9月6日，斯威夫特在Instagram發佈名為「《午夜》製作」的影片，當中揭露自《1989》與她合作的音樂人杰克·安东诺夫是專輯的製作人。9月21日，也就是大約專輯發行前一個月，斯威夫特宣佈將在社交媒體平台TikTok發佈13集的「與我共度午夜混亂狀態」（Midnights Mayhem with Me），每集都會透露專輯一首歌曲的名字。五天後，第3集公開第7首歌曲名為〈疑問…？〉。這首曲目於2022年10月25日以限時下載形式在斯威夫特官方網站獨家發行，而原聲版在兩天後釋出。

## 詞曲
〈疑問…？〉是有著清晰打擊樂節拍的合成器流行歌曲。歌詞圍繞敘述者反覆思考失戀和事情本可以變得不同，並在副歌用一連串問題來直面前任：「Did you leave her house in the middle of the night?」、「Did you wish you'd put up more of a fight when she said it was too much?」、「Do you wish you could still touch her?」（大意：「你曾在午夜離開她的房子嗎？」、「當她說太超過時，你是否後悔自己要更起鬨嗎？」、「你是否希望你還能觸碰到她呢？」），但答案她早已知道。《禿鷲》的亞歷杭德拉·古拉特（Alejandra Gularte）稱這首歌非常適合「與伴侶相處略感舒適的焦慮依附者」。
曲目的開頭取樣了斯威夫特專輯《1989》的2016年單曲〈脱离困境〉。製作一度加進人群歡呼的聲音，當中有安多夫、安多夫的姐姐瑞秋（Rachel）、斯威夫特的弟弟和狄倫·歐布萊恩。《Teen Vogue》認為歌詞可能參考斯威夫特之前的歌曲，例如「a crowded room」（大意：在大庭廣眾）親吻某人比對〈戰袍〉（"Dress"，收錄在2017年專輯《舉世盛名》），及多次提到與愛人在深夜的邂逅跟、〈只要你留下〉（"All You Had to Do Was Stay"）和〈追愛秘笈〉（"How You Get the Girl"）等《1989》歌曲很像。全国公共广播电台的安·鮑爾斯稱「Did you ever have someone kiss you in a crowded room / And every single one of your friends was making fun of you / But 15 seconds later they were clapping too?」（大意：你是否曾經在大庭廣眾下親吻某人/接著你所有的朋友對此開起了玩笑/15秒後掌聲響個不停）精彩描繪了「戀愛時的說服和背叛場景」，更表示上述歌詞概括了女性面對模棱两可的愛、社會壓力和其他人對她們的期望時所呈現出的感受和焦慮。

## 專業評價
《Slate》的卡爾·威爾遜反提議〈疑問…？〉應該是《午夜》的首發單曲，稱讚這首歌「公認混合了懷舊和距離，並通常伴隨著更成熟的思想」。鮑爾斯也給出好評，稱曲目「是只有斯威夫特才能寫的故事歌曲」，並把傷感情緒刻劃細緻到「如此完整以至於（感到）刺痛」。《大西洋》的斯賓塞·科恩哈伯（Spencer Kornhaber）十分喜歡歌曲的「曲折故事和最后一舞的惆悵」。《影音俱樂部》的薩洛尼·蓋加爾（Saloni Gajjar）認為其有著「經典的斯威夫特魅力和強大的隱喻使用」，《衛報》的亞歷克西斯·彼得里迪斯在「充滿微妙且絕佳觸感」的《午夜》曲目中獨挑〈疑問…？〉出來。《紐約時報》的喬恩·卡拉馬尼卡覺得〈疑問…？〉是歌詞較好的專輯收錄曲。《Spin》的鮑比·奧利弗（Bobby Olivier）稱讚歌曲的製作，並認為其有成為電台熱門曲的潛力。《禿鷲》的克雷格·詹金斯（Craig Jenkins）給出較為負面的評價，認為其副歌「甜得發膩」。《告示牌》的傑森·利普舒茨（Jason Lipshutz）把〈疑問…？〉排在《午夜》曲目的最後一名，並寫道雖然這首歌不是最強的專輯歌曲，但還是「擁有一些（值得）鑽研的趣聞」。

## 商業表現
《午夜》發行之後，〈疑問…？〉在美國Billboard Hot 100一上榜就第7名，首週數據包括3100萬次串流、21400次下載量和425000次電台播放量。斯威夫特成為首個同時佔據Hot 100前十名的藝人，並超越的38首，霸佔擁有最多前十歌曲（40首）女藝人的寶座。歌曲在Digital Songs打破斯威夫特自身紀錄，為第24首冠軍，得益於個人網站的限時下載。歌曲空降Canadian Hot 100第10名，並於2022年11月14日獲加拿大音樂協會認證為金唱片。〈疑問…？〉出現在眾多國際唱片排行榜，包括菲律賓（第7名）、新加坡（第7名）、馬來西亞（第8名）、澳洲（第11名）、越南（第15名）、冰島（第20名）、葡萄牙（第21名）、瑞典（第42名）、西班牙（第62名）和法國（第139名）。歌曲最終在Billboard Global 200最高排在第11位。

## 榮譽
| 機構              | 年份   | 獎項             | 結果 | 參考   |
| ----------------- | ------ | ---------------- | ---- | ------ |
| iHeartRadio音樂獎 | 2023年 | 最受歡迎取樣使用 | 獲獎 | [ 41 ] |

## 參與名單
名單來自《Pitchfork》。
錄製
- 布魯克林粗野客戶工作室（Rough Customer Studio）和紐約電動女士工作室（英语：Electric Lady Studios）錄製
- 維吉尼亞海灘混音之星工作室（MixStar Studios）混音
- 新泽西州埃奇沃特 (新澤西州)史特靈之聲（Sterling Sound）後製母帶（英语：Mastered）
- 多米尼克·里維尼烏斯（Dominik Rivinius）的演出由肯·劉易斯（Ken Lewis）在德國皮尔马森斯的霓虹波工作室（Neon Wave Studio）錄製
- 埃文·史密斯（Evan Smith）的演出在緬因州波特蘭的歡樂山錄音室（Pleasure Hill Recording）自我錄製
- 肖恩·哈欽森（Sean Hutchinson）的演出在布魯克林的哈欽森之聲（Hutchinson Sound）自我錄製

人員
- 泰勒·斯威夫特 - 聲樂、詞曲創作、製作
- 杰克·安东诺夫 – 詞曲創作、製作、編程（英语：programming (music)）、打擊樂器、Juno 6（英语：Roland Juno-60）、磁帶鋼琴（英语：Mellotron）、和聲、錄製、人群掌聲
- 多米尼克·里維尼烏斯 – 鼓
- 埃文·史密斯 – 鼓
- 肖恩·哈欽森 – 鼓、敲擊樂器
- 瑞秋·安多夫 – 人群掌聲
- – 人群掌聲
- 狄倫·歐布萊恩 – 人群掌聲
- 梅根·塞爾（Megan Searl） – 工程協助
- 約翰·謝爾（John Sher） – 工程協助
- 約翰·魯尼（John Rooney） – 工程協助
- 塞爾邦·加納（英语：Serban Ghenea） – 混音工程
- 布萊斯·博登（Bryce Bordone） – 混音工程協助
- – 母帶工程
- 勞拉·西斯克（Laura Sisk） – 錄製
- 大衛·哈特（David Hart） – 錄製
- 肯·劉易斯 – 錄製

## 榜單成績
| 排行榜（2022－23年）                         | 最高 排名 |
| -------------------------------------------- | --------- |
| 澳大利亚（澳大利亚唱片业协会單曲榜）         | 11        |
| 加拿大（Canadian Hot 100）                   | 10        |
| 捷克（百強數位單曲榜）                       | 40        |
| 法国（法國唱片出版業公會單曲榜）             | 139       |
| 全球（Billboard Global 200）                 | 11        |
| 希臘（國際唱片業協會）                       | 17        |
| 冰島（Plötutíðindi）                         | 20        |
| 立陶宛（AGATA）                              | 36        |
| 馬來西亞（《告示牌》Malaysia Songs）         | 14        |
| 馬來西亞（馬來西亞唱片業協會串流國際單曲榜） | 8         |
| 菲律賓（《告示牌》Philippines Songs）        | 7         |
| 葡萄牙（葡萄牙唱片業協會单曲榜）             | 21        |
| 新加坡（新加坡唱片業協會串流榜）             | 7         |
| 斯洛伐克（百強數位單曲榜）                   | 46        |
| 西班牙（西班牙音樂製作協會）                 | 62        |
| 瑞典（瑞典最熱榜）                           | 42        |
| 瑞士（瑞士热门音乐榜）                       | 44        |
| 英國（官方榜单公司下載榜）                   | 96        |
| 美国（《告示牌》百大單曲榜）                 | 7         |
| 越南（Vietnam Hot 100）                      | 15        |

## 銷量認證
| 地區                     | 认证 | 认证单位/销量 |
| ------------------------ | ---- | ------------- |
| 加拿大（加拿大音乐协会） | 金   | 40,000‡       |
| ‡僅含認證的+實際銷量     |      |               |